# ユー・アー・ナット・アローン
「ユー・アー・ナット・アローン」（原題：You Are Not Alone）は、1995年8月にリリースされたマイケル・ジャクソンのシングルである。

## 解説
アルバム『ヒストリー パスト、プレズント・アンド・フューチャー ブック1』からシングルカットされた第2弾シングルであり、作詞・作曲はR・ケリーによる。
ショートフィルムは、ジャクソンとリサ・マリー・プレスリー（当時の妻）がセミヌードで登場するため物議を醸した。ショートフィルムは2種類存在し、1つは上半身裸で天使の恰好をしたマイケルが登場する。このバージョンは『ヒストリー・オン・フィルム VOLUME II』に収録されている。
その歌詞から、ファンが“マイケルに贈る歌”としてよくチョイスされる。

## チャート記録
アメリカではポップ・R&B共に初登場1位獲得。
さらにBillboard Hot 100の歴史上初の初登場1位を獲得し、ギネス世界記録にも認定された。R&Bチャートでは4週連続トップを守り続け、アメリカだけでミリオン・ヒットを記録している。
イギリスにおいては、初登場3位を記録。その後、2週連続1位を獲得。7週の間5位以内に留まり、15週の間75位以内に留まった。このロングランによって一度トップ10圏外となっていたアルバム『ヒストリー』の順位を10位以内に引き戻した。
この他にもニュージーランド、アイルランド、フランス、スイスなどの国で1位を獲得するなど世界的なヒットを記録。ユーロ・チャートでは6週連続で1位獲得をしている。また、24週の間100位以内に留まり続けた。

## 収録曲
- CDシングル

1. "You Are Not Alone" – 4:54
2. "Scream Louder" (Flyte Tyme Remix) – 5:30

- 12インチ・シングル

1. "You Are Not Alone" (R. Kelly Remix) – 6:25
2. "You Are Not Alone" (Jon B. Main Remix) – 6:55
3. "You Are Not Alone" (Franctified Club Mix) – 10:09
4. "Rock with You" (Frankie's Favorite Club Mix) – 7:45
5. "Rock with You" (Masters at Work Remix) – 5:30

### 日本盤CD
日本では、同曲の7種類のミックスを収録した企画CDとして、1995年10月19日にEPICソニーから発売された。収録曲は下記の通り。
1. You Are Not Alone (Album edit) - ユー・アー・ナット・アローン （アルバム・エディット）
2. You Are Not Alone (Radio Edit) - ユー・アー・ナット・アローン （ラジオ・エディット）
3. You Are Not Alone (Frankie Knuckles - Franctified Club Mix) - ユー・アー・ナット・アローン （フランキー・ナックルズ・フランクティフィード・クラブ・ミックス）
4. You Are Not Alone (R. Kelly remix) - ユー・アー・ナット・アローン （R.ケリー・リミックス）
5. You Are Not Alone (Frankie Knuckles - Classic Song Version) - ユー・アー・ナット・アローン （フランキー・ナックルズ・クラシック・ソング・ヴァージョン）
6. You Are Not Alone (Jon B. Main Remix) - ユー・アー・ナット・アローン （ジョン・B.メイン・リミックス）
7. You Are Not Alone (Jon B. Padappella) - ユー・アー・ナット・アローン （ジョン・B.パダペラ）

## クレジット
- マイケル・ジャクソン：リード・ヴォーカル、バックコーラス、プロデュース、ヴォーカル＆リズム・アレンジメント
- R.ケリー：プロデュース、シンセサイザー、キーボード、バックコーラス
- ブルース・スウィーディン：レコーディング＆ミキシング
- スティーヴ・ポーカロ：シンセサイザー、キーボード、シンセサイザー・プログラミング
- ピーター・モルカン、アンドリュー・シェップス：シンセサイザー・プログラミング[3]

## チャート
| チャート (1995–2009)                                   | 最高 順位 |
| ------------------------------------------------------ | --------- |
| オーストラリア (ARIA)                                  | 7         |
| オーストリア (Ö3 Austria Top 40)                       | 1         |
| ベルギー (Ultratop 50 Flanders)                        | 1         |
| ベルギー (Ultratop 50 Wallonia)                        | 1         |
| カナダ (Canadian Hot Digital Songs)                    | 23        |
| カナダ トップシングルス (RPM)                          | 11        |
| カナダ アダルト・コンテンポラリー (RPM)                | 3         |
| カナダ ダンス/アーバン (RPM)                           | 1         |
| カナダ / リテール・シングル・チャート (The Record)     | 1         |
| カナダ / コンテンポラリー・ヒット・ラジオ (The Record) | 6         |
| デンマーク (IFPI)                                      | 2         |
| デンマーク (Tracklisten)                               | 33        |
| エルサルバドル (UPI通信社)                             | 1         |
| ヨーロッパ (European Hot 100)                          | 1         |
| ヨーロッパ (European Dance Radio)                      | 1         |
| フィンランド (Suomen virallinen lista)                 | 10        |
| フランス (SNEP)                                        | 1         |
| フランス (SNEP) Download Chart                         | 1         |
| ドイツ (GfK Entertainment charts)                      | 4         |
| ハンガリー (マハーズ)                                  | 4         |
| アイスランド (Íslenski Listinn Topp 40)                | 8         |
| アイルランド (IRMA)                                    | 1         |
| イタリア (FIMI)                                        | 5         |
| イタリア (Musica e dischi)                             | 3         |
| オランダ (Dutch Top 40)                                | 6         |
| オランダ (Single Top 100)                              | 6         |
| ニュージーランド (Recorded Music NZ)                   | 1         |
| ノルウェー (VG-lista)                                  | 9         |
| パナマ (UPI通信社)                                     | 2         |
| ポーランド (Music & Media)                             | 7         |
| ルーマニア (Romanian Top 100)                          | 1         |
| スコットランド (Official Charts Company)               | 1         |
| スペイン (PROMUSICAE)                                  | 1         |
| スウェーデン (Sverigetopplistan)                       | 2         |
| スイス (Schweizer Hitparade)                           | 1         |
| イギリス (OCC)                                         | 1         |
| US Billboard Hot 100                                   | 1         |
| アメリカ / ビルボード Hot Digital Songs                | 13        |
| US Adult Contemporary (Billboard)                      | 7         |
| US Adult Top 40 (Billboard)                            | 1         |
| US Hot R&B/Hip-Hop Songs (Billboard)                   | 1         |
| US Pop Airplay (Billboard)                             | 4         |
| US Rhythmic (Billboard)                                | 1         |

| チャート (1995)                                 | 順位 |
| ----------------------------------------------- | ---- |
| オーストラリア (ARIA)                           | 10   |
| オーストリア (Ö3 Austria Top 40)                | 27   |
| ベルギー (Ultratop 50 Flanders)                 | 33   |
| ベルギー (Ultratop 50 Wallonia)                 | 11   |
| カナダ (RPM)                                    | 96   |
| カナダ / アダルト・コンテンポラリー (RPM)       | 18   |
| ヨーロッパ (Eurochart Hot 100)                  | 1    |
| フランス (SNEP)                                 | 10   |
| ドイツ (Official German Charts)                 | 30   |
| アイスランド (Íslenski Listinn Topp 40)         | 31   |
| オランダ (Dutch Top 40)                         | 13   |
| オランダ (Single Top 100)                       | 26   |
| ニュージーランド (Recorded Music NZ)            | 15   |
| スウェーデン (Sverigetopplistan)                | 27   |
| スイス (Schweizer Hitparade)                    | 20   |
| イギリス (OCC)                                  | 8    |
| アメリカ Billboard Hot 100                      | 21   |
| アメリカ アダルト・コンテンポラリー (Billboard) | 35   |
| アメリカ Hot R&B/Hip-Hop Songs (Billboard)      | 33   |

## 認定と売り上げ
| 国/地域                                                                                  | 認定     | 認定/売上数 |
| ---------------------------------------------------------------------------------------- | -------- | ----------- |
| オーストラリア (ARIA)                                                                    | Platinum | 70,000^     |
| オーストリア (IFPI Austria)                                                              | Gold     | 25,000*     |
| ベルギー (BEA)                                                                           | Gold     | 25,000*     |
| カナダ (Music Canada)                                                                    | Platinum | 80,000      |
| フランス (SNEP)                                                                          | Gold     | 250,000*    |
| ドイツ (BVMI)                                                                            | Gold     | 250,000^    |
| ニュージーランド (RMNZ)                                                                  | Gold     | 5,000*      |
| スイス (IFPI Switzerland)                                                                | Gold     | 25,000^     |
| イギリス (BPI)                                                                           | Platinum | 600,000     |
| アメリカ合衆国 (RIAA)                                                                    | Platinum | 1,000,000^  |
| * 認定のみに基づく売上数 · ^ 認定のみに基づく出荷枚数 · 認定のみに基づく売上数と再生回数 |          |             |